# Filet Robespierre
Filet Robespierre oder Robespierre vom Rind ist eine Zubereitungsart von Rindsfilet, bei welcher dünne Filetscheiben plattiert, mit Olivenöl, Kräutern, Salz und Pfeffer mariniert, und anschließend im Ofen à la minute zubereitet werden.
Das Gericht stammt offenbar aus dem Restaurant „Antoine’s“ in New Orleans, erfunden von dessen Gründer Antoine Alciatore. Er soll das Filet noch in Frankreich erfunden, und zur Begründung für den Namen gesagt haben, Robespierres Gesicht habe bei seiner Hinrichtung 1794 ausgesehen wie rohes Rindfleisch.